# Jan Schlaudraff
Jan Schlaudraff est un footballeur international allemand (3 sélections) né le 18 juillet 1983 à Waldbröl. Il joue au poste d'attaquant ou en milieu offensif.

## Carrière

### Clubs
- 2002-jan.2005 :  Borussia Mönchengladbach
- jan.2005-2007 :  Alemannia Aix-la-Chapelle
- 2007-2008 :  Bayern Munich
- 2008-actuellement :  Hanovre 96[1],[2]

## Palmarès
- Bayern Munich
  - Vainqueur du Championnat d'Allemagne en 2008.